# Фарби (альбом)
«Фарби» — п'ятий студійний альбом української співачки Ірини Білик, що вийшов 1997 року на лейблі Nova Records.
Двома найпопулярнішими композиціями з альбому стали «А я пливу» та «Одинокая», на які було знято відеокліпи. На підтримку альбому пройшов спільний всеукраїнський тур «Фарби неба», в якому окрім Білик брали участь Макс Фадєєв та Лінда. Лише в Україні було продано понад 1 млн примірників альбому. «Фарби» було визнано альбомом року, а «А я пливу» — найкращим відеокліпом року.

## Історія створення
Українська співачка Ірина Білик розпочала музичну кар'єру наприкінці вісімдесятих років. Навчаючись у Державному музичному училищі імені Глієра за спеціалізацією «естрадний вокал», 1989 року дев'ятнадцятирічна артистка вже розпочала кар'єру, виступивши на першому фестивалі «Червона рута». Після знайомства з Юрієм Нікітіним та іншими музикантами гурту «Аякс», Білик почала співпрацювати з колективом, що отримав назву «Цей дощ надовго». Перша касета Білик «Кувала зозуля» містила пісні, записані з гуртом протягом 1989—1991 років. Популярність співачки поступово зростала, «Цей дощ надовго» трансформувався в продюсерську агенцію «Nova», а Ірина Білик зосередилася на сольній кар'єрі, ставши однією з головних зірок української естради. За декілька років вона пройшла шлях від ведучої новорічного телешоу до артистки, що вирушила у масштабний концертний тур, отримала звання Заслуженої артистки України, була визнана «Співачкою року» та авторкою «Пісні року» на фестивалі «Таврійські ігри», стала володаркою гран-прі фестивалю «Парад хіт-парадів».
В серпні 1997 року Ірина Білик розпочала запис свого п'ятого студійного альбому. На той момент за її плечима окрім дебютної касети «Кувала зозуля» (1990) було ще три альбоми, записані в середині 1990-х років: «Я розкажу» (1994), «Нова» (1995) та «Так просто» (1996). В серпні 1997 року в «Українській професійній студії» було записано пісню «А я пливу», а з вересня по грудень на власній студії агенції співачки «Nova Studio» записано решту пісень. Продюсером альбому став Юрій Нікітін, співпродюсерами — сама Ірина Білик та Жан Болотов, а звукорежисурою опікувався Олег Барабаш. Більшість музики та слів написала сама співачка, їй допомагали Костянтин Гнатенко (слова «Я буду» та «Я не знаю»), Олег Комлач (музика і слова «Серце») та Жан Болотов (інструментальна композиція «Montserrat»).

## Вихід альбому
Касети із п'ятим альбомом Ірини Білик, що отримав назву «Фарби», надійшли у продаж 15 грудня 1997 року. Альбом було видано на лейблі Nova Records, який ставив за мету видання нової української музики. Зважаючи на те, що засновником Nova Records був продюсер Білик Юрій Нікітін, а саму звукозаписувальну компанію було названо відповідно до її хіта та альбому 1995 року, співачка отримала найкраще видання альбому, що вирізнялося високою якістю друку та навіть мало ліцензійне маркування. Компанія Nova відповідала за просування виконавиці, маючи у своєму складі не лише лейбл та студію звукозапису, але й концертну агенцію, заснувавши власну премію Nova Records Awards і започаткувавши музичну телепрограму «Світ Nova», що виходила на телеканалі СТБ. В результаті, показники продажів альбому «Фарби» стали найвищими в країні, перевищуючи 1 млн проданих примірників.
Протягом наступних років «Фарби» неодноразово перевидавалися на різних носіях. На початку 2000-х років компанія NAC випустила на компакт-дисках перевидання раритетних альбомів співачки, включаючи «Фарби». Окрім цього, касети та компакт-диски з альбомом виходили на лейблах Mama Music (новий проєкт Юрія Нікітіна, який прийшов на зміну Nova Records) та Moon Records.

## Пісні та відеокліпи
За словами Ірини Білик, альбом «Фарби» був присвячений сучасним проблемам, «спеціально писався для того, щоб звернути увагу молоді і батьків на те, як ми живемо». Тривожні мотиви з'явилися в альбомі під впливом останнього року в житті співачки, протягом якого їй «довелося... побувати в квартирах, де немає води і світла, де живуть люди, які не знають, як жити далі, як вижити». На відміну від перших альбомів Білик, де вона виконувала пісні в стилі євроденс, новий матеріал був складнішим та сучаснішим. Якщо на початку кар'єри Білик нагадувала Русю — як зовнішнім виглядом, зачіскою, так і емоційністю пісень, — то на «Фарбах» співачка почала відокремлювати себе від решти української естради, намагаючись наслідувати світових зірок, таких як Мадонна. Редактор А. Бєлай з журналу «Галас» написав, що це «один із тих довершених альбомів, який так високо тримає планку рівня якості та професійності, що мало хто з існуючих, проте вже неодноразово пещених, вітчизняних виконавців може навіть наблизитися». За десять років, коментуючи перевидання «Фарби» 2008 року, на сайті UMKA зауважили, що починаючи з цього альбому і протягом двох наступних Ірині Білик «вже практично не вдавалося писати слабкі пісні».
Двома найбільшими хітами з альбому стали пісні «А я пливу» та «Одинокая», на які було знято відеокліпи. Режисером робіт став Максим Паперник, з яким Ірина Білик навчалась в театральної студії. Саме співпраця з Білик принесла Папернику популярність, після чого він знімав кліпи для Софії Ротару, Наталії Могилевської, Олександра Пономарьова, Вєрки Сердючки та інших вітчизняних зірок. Музичне відео на пісню «А я пливу», зняте з оператором Вадимом Савицьким на Кіностудії ім. О. Довженка, стало справжньою візитівкою режисера. Кліп став резонансним не лише в Україні, але й у «продвинутій» Росії, бо новаторське відео, в якому гармонійно поєднувалися музика, режисура та візуальні образи, зняв нікому не відомий український режисер. За сюжетом сміливого кліпу, співачка в мокрому та напівпрозорому одязі пливе у човні, оточена зміями, зрештою злітаючи з нього. На противагу важкій «А я пливу», «Одинокая» стала ліричною баладою про нерозділену любов. У відеокліпі героїня Білик сидить біля імпровізованого ліжка, оточена іграшками, та звертається до зірочки, розповідаючи їй про власні почуття.

## Концертний тур

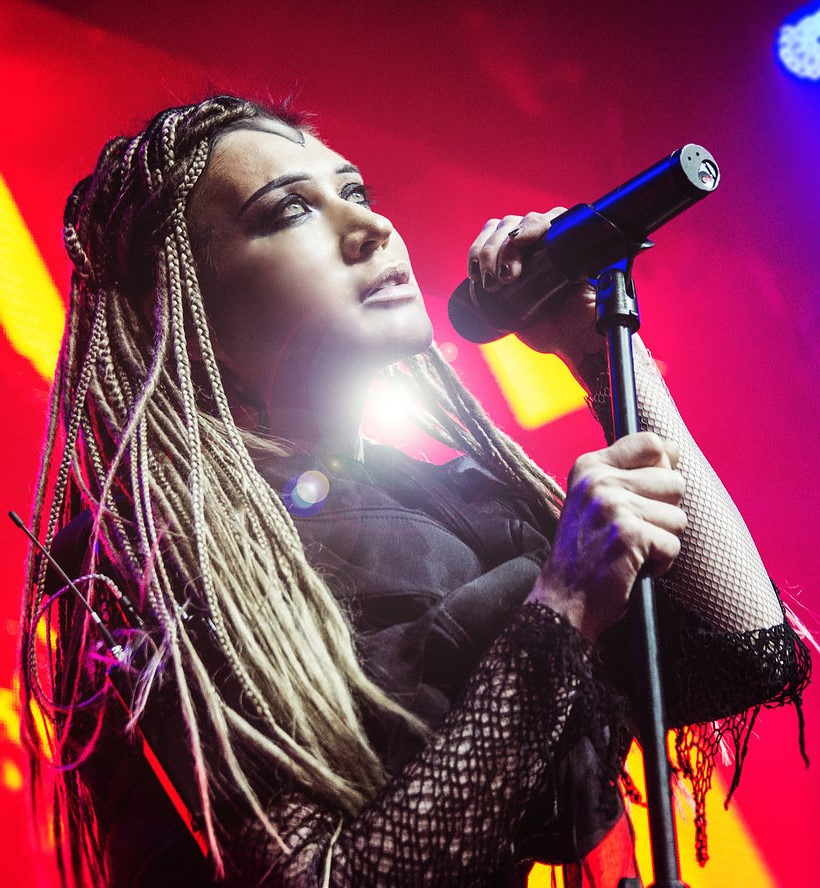
Лінда

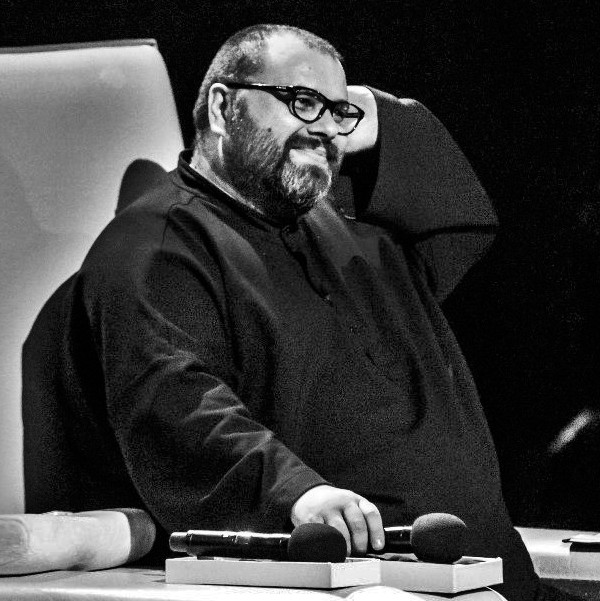
Макс Фадєєв

На підтримку альбому Ірина Білик вирушила у всеукраїнський концертний тур, який охопив 16 міст України та тривав з травня по червень 1998 року. На відміну від попередніх альбомів «Нова» та «Так просто», «Фарби» було презентовано на спільних концертах з Ліндою та Максом Фадєєвим. Ідея об'єднання виступів з'явилася після того, як з'ясувалося, що концерти Лінди та Ірини Білик мали відбутися у приблизно той же час, а їхні пісні торкалися схожих проблем, тому агенції музикантів — «Нова» та «Арс-Україна» — погодили дати та місця спільних виступів. Тур отримав назву «Фарби неба», об'єднавши назви пісень «Фарби» Ірини Білик та «Беги по небу» (укр. Біжи по небу) Макса Фадєєва з його сольного альбому «Ножницы» (укр. Ножиці).
Заздалегідь було вирішено, що цей тур Ірини Білик буде присвячений проблемам суспільства, бо наступний, який було заплановано на осінь та присвячено десятиріччю професійної діяльності, мав носити більш «сімейний» характер, і обговорювати проблеми там було б недоречним. Основною темою концертів стала боротьба проти наркотиків. Прихильність Лінди до заходів, присвячених боротьбі з глобальними проблемами, була добре відома, а в репертуарі Ірини Білик на «Фарбах» з'явилася пісня «Н-а-р-к-о-т-и-к-и». Чотиригодинні концерти Білик, Фадєєва та Лінди відбувалися без жодного «розігріву» — першою виступала українська співачка, а після неї — російські артисти, які вважалися «основною програмою». Ведучими шоу були відомі телевізійні персонажі, Вєрка Сердючка та її подруга Геля. Масштабні концерти супроводжувалися сучасними світлозвуковими ефектами та піротехнікою. Музиканти виступали наживо: Ірина Білик долучила балет «Авантаж», що складався з чотирьох чорношкірих танцюристів, та бек-вокалісток, а Фадєєв з Ліндою — сім сесійних музикантів.
Попри амбітні плани та бажання зібрати аншлаги в кожному з міст, тур пройшов не настільки гладко, як очікували організатори. У Львові на концерти було продано лише 700 квитків; так само низькими були продажі квитків на концерт в Ужгороді. Вже після закінчення туру Макс Фадєєв скаржився: «Я там був вперше і востаннє… Це був жах, жах, а не тур. На Західній Україні, уяви собі, навіть місцеві організатори кажуть: ти росіянин, отже, ти бруд». Своєю чергою, Ірина Білик визнавала, що для її команди було важливо побачити, як працюють «москвічі». Виступи поруч з авторитетним продюсером та відомим виконавцем стали для неї непоганою рекламою, тим більше, що в багатьох містах Білик зустрічали набагато краще, аніж закордонних зірок. Кінець кінцем, співачка стала першою українською виконавицею, яка змогла двічі поспіль зібрати повний зал глядачів у Національному палаці «Україна».

## Нагороди та номінації
16 грудня 1998 року відбулася 3-тя церемонія вручення премії «Золота жар-птиця», заснованої організаторами фестивалю «Таврійські ігри». Альбом «Фарби» переміг у номінації «Альбом року», а Ірину Білик третій рік поспіль було визнано «Співачкою року».
27 січня 1999 року пройшла церемонія вручення нагород «Nova Records Awards», де «Фарби» перемогли у номінації «Найкращий альбом», а відеокліп «А я пливу» став переможцем у номінації «Найкращий відеокліп». Саму Ірину Білик було визнано «Найкращою співачкою року».

## Переспіви
У 2002 році Ірина Білик видала альбом Biłyk, записаний польською мовою. Для нього було перезаписано пісню «Одинокая», як отримала назву «Nie dziś» (укр. Не сьогодні). 2021 року артистка видала нову версію пісні «Одинокая», присвятивши її своїм слухачам, які «із задоволенням співають цю пісню… на концертах». Восени 2022 року Ірина випустила рімейк своєї пісні «Я буду», бо «вирішила виконати прохання шанувальників та переспівати старі хіти, від яких віє особливим шармом».

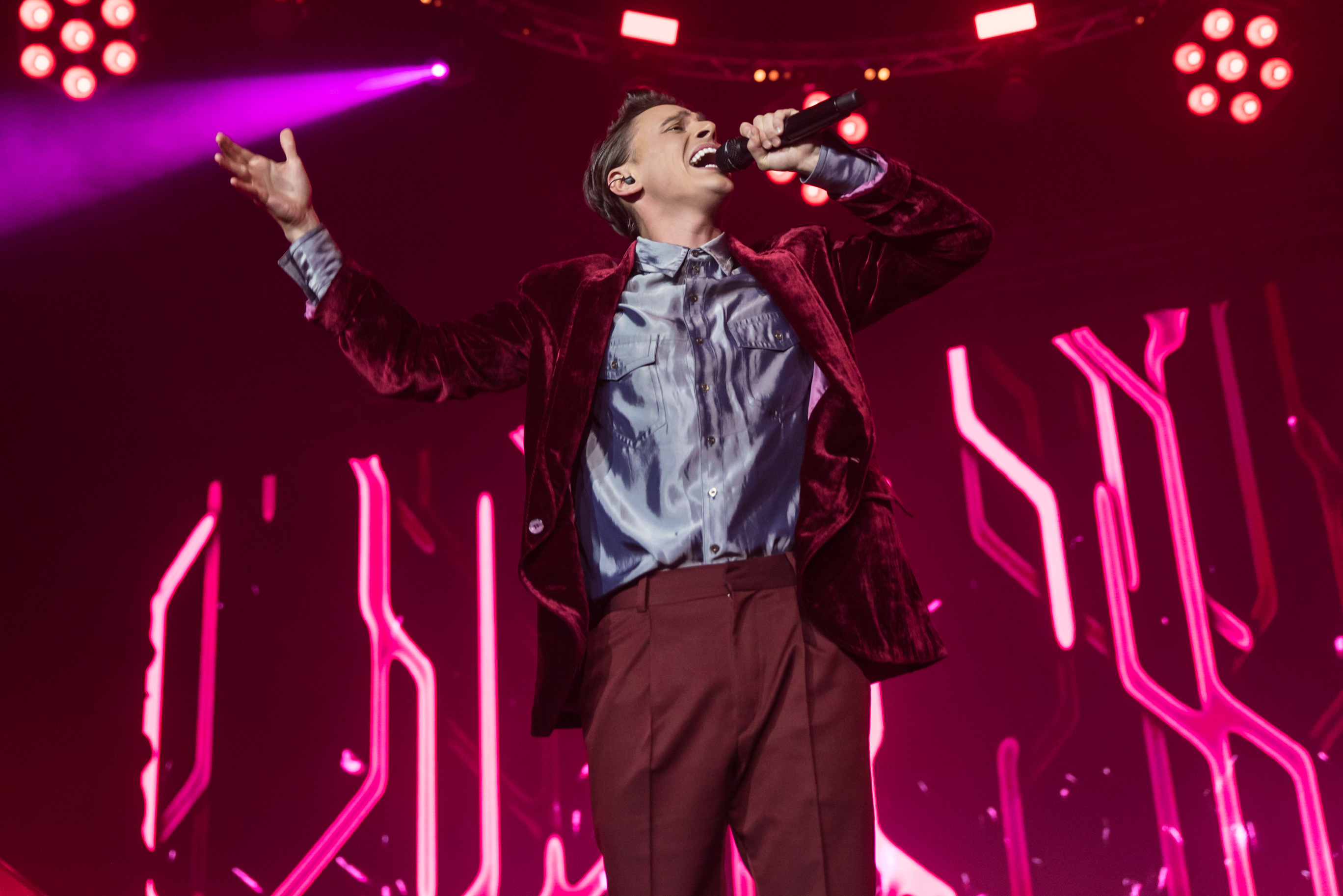
Alekseev

У 2015 році український співак Alekseev переспівав пісню «А я пливу». Цей кавер увійшов до його дебютного студійного альбому «Пьяное солнце» (укр. П'яне сонце), який вийшов у 2016 році: «У нашому шоубізнесі немає такої традиції — звеличувати досягнення колег за цехом за їхнього життя. Ми знаємо приклади, коли люди йдуть і люди починають його оспівувати, шанувати його пам'ять. Але чому б не робити цього, коли артист ще в доброму здоров'ї, коли йому це потрібно, коли йому буде це приємно. У певний момент, я вирішив виправити ситуацію, тим більше, що Ірина Білик — людина, яка сказала сучасній пісні „бути“!». Окрім Алєксєєва, пісню переспівували багато інших виконавців, серед яких Тіна Кароль та Віталій Козловський.

## Значення
«Фарби» вважаються одним з визначних українських альбомів. На сайті Karabas Live він увійшов до списку «100 головних альбомів української незалежності». Якщо «Нова» (1995) призвела до того, що Ірину Білик стали вважати топспівачкою України, то «Фарби» (1997) назвали моментом найвищого зльоту виконавиці: «Такої концентрації хітів про важку жіночу долю було ще пошукати. Видатна поп-лірика».
Пісні «А я пливу» та «Одинокая» входять до числа найбільших хітів української попмузики. На сайті «Главком» було опубліковано список «Сто хітів незалежності України», до якого увійшли ці пісні з «Фарб». На думку редакції, альбом 1997 року закріпив за Білик статус першої зірки української естради. «Одиноку» багато разів переспівали як сама виконавиця, так і музиканти-початківці, які брали участь в талант-шоу. Своєю чергою, «А я пливу» було названо суперхітом, що не тільки представив нове звучання артистки та новаторський відеокліп, якому заздрили конкуренти по сцені, але й «проклав шлях на велику сцену» Алєксєєву. У спецпроєкті ТСН «Що співала Україна. Хіти 25 незалежних років» пісню «А я пливу» було визнано головним хітом 1997 року в вітчизняній попмузиці; співачка, яку назвали «українською Мадонною» через часті зміни іміджу та величезний вплив на музичну сцену, «звела з розуму фанів 97-го року випуском дещо містичного кліпу».

## Список композицій
| Касетне видання 1997 року  | Касетне видання 1997 року | Касетне видання 1997 року | Касетне видання 1997 року | Касетне видання 1997 року |
| #                          | Назва                     | Автор слів                | Автор музики              | Тривалість                |
| -------------------------- | ------------------------- | ------------------------- | ------------------------- | ------------------------- |
| 1.                         | «А я пливу»               | І. Білик                  | І. Білик                  | 4:50                      |
| 2.                         | «Одинокая»                | І. Білик                  | І. Білик                  | 4:25                      |
| 3.                         | «Фарби»                   | І. Білик                  | І. Білик                  | 5:02                      |
| 4.                         | «Щастя моє»               | І. Білик                  | І. Білик                  | 3:52                      |
| 5.                         | «Я не знаю»               | К. Гнатенко, І. Білик     | І. Білик                  | 5:44                      |
| 6.                         | «Серце»                   | О. Комлач                 | О. Комлач                 | 4:14                      |
| 7.                         | «Сонце»                   | І. Білик                  | І. Білик                  | 4:56                      |
| 8.                         | «Те, чого нема»           | І. Білик                  | І. Білик                  | 4:13                      |
| 9.                         | «Н-а-р-к-о-т-и-к-и»       | І. Білик                  | І. Білик                  | 5:09                      |
| 10.                        | «Я буду»                  | К. Гнатенко               | І. Білик                  | 4:27                      |
| 11.                        | «Montserrat»              |                           | Ж. Болотов                | 4:21                      |
| Загальна тривалість: 51:13 |                           |                           |                           |                           |

## Учасники запису
| - Ірина Білик — спів, авторка слів і музики, продюсер; - Геннадій Дьяконов — гітара; - Ігор Середа — ударні; - Олена Романовська — бек-вокал (трек 6); - Сергій Манєк — бек-вокал (трек 8); - Тьотя Катя — бек-вокал (трек 3); - Ігор Закус — бас-гітара (треки 2-8); | - Вадим Мєдвєдь — бас-гітара (трек 1); - Віктор Крисько — скрипка (трек 7); - Жан Болотов — клавішні, аранжування, програмування, продюсер (трек 11); - Костянтин Гнатенко — автори музики (треки 5 та 10); - Олег Комлач — автор музики та слів (трек 6); - Юрій Нікітін — продюсер. |